# Clypastraea decora
Clypastraea decora är en skalbaggsart som först beskrevs av Thomas Casey 1900.  Clypastraea decora ingår i släktet Clypastraea och familjen punktbaggar. Inga underarter finns listade i Catalogue of Life.